# Biancaneve (film 2025)
Biancaneve (Snow White) è un film del 2025 diretto da Marc Webb.
Prodotto dalla Walt Disney Pictures, è il remake live action del classico Disney Biancaneve e i sette nani (1937), basato sull'omonima fiaba dei fratelli Grimm.

## Trama
I sovrani di un regno pacifico sono allietati dalla nascita di una figlioletta, che viene chiamata Biancaneve dopo essere sopravvissuta a una tempesta di neve; la piccola viene educata per diventare, un giorno, una saggia e generosa sovrana. In seguito alla morte improvvisa della regina, il re sposa una donna misteriosa; questa avverte il marito di un attacco imminente, spingendolo a partire per impedirlo: l'uomo, tuttavia, non tornerà mai più e sarà ritenuto disperso. Rimasta sola a regnare, la regina rivela la sua natura malvagia: ella è infatti una strega, e poiché la sua bellezza riflette il suo potere, la donna domanda ossessivamente a uno specchio magico se esista nel reame qualcuna più bella di lei.
Anni dopo, il regno diventa un luogo distopico: i sudditi, un tempo onesti lavoratori, sono adesso schiavi della regina e vivono in povertà a causa delle tasse eccessive. Biancaneve, divenuta una giovane donna, è stata relegata a sguattera, e ha così modo di toccare con mano l'infelicità del suo popolo, soprattutto dopo aver sorpreso un bandito di nome Jonathan a rubare cibo dalla dispensa del castello. Dopo averlo lasciato andare, la principessa chiede alla matrigna di trattare i sudditi con gentilezza: la regina rimane indifferente alla richiesta, ma poco dopo apprende dallo Specchio che è ora la figliastra la più bella del reame.
La Regina ordina a un cacciatore di assassinare Biancaneve e di riportare il suo cuore in uno scrigno per gioielli. Il cacciatore, tuttavia, decide di risparmiarla e, messala al corrente dei piani della Regina, le intima di scappare. Biancaneve fugge nella foresta, dove fa amicizia con gli animali selvatici, che la conducono in una casa isolata. Essa appartiene a sette piccoli uomini di nome Dotto, Brontolo, Gongolo, Mammolo, Pisolo, Eolo e Cucciolo, che trascorrono le loro giornate estraendo pietre preziose in una miniera. I sette ometti le consentono di restare nascosta da loro, e Biancaneve, in cambio, li spinge a superare le loro differenze caratteriali per collaborare. In seguito, Biancaneve incontrerà di nuovo Jonathan con la sua banda di ribelli: tra i due giovani sboccia la tenerezza, e i due si promettono di rintracciare il padre perduto della principessa per organizzare la rivolta contro la Regina; come pegno, Biancaneve consegna a Jonathan il suo medaglione.
Poco dopo, Jonathan viene catturato dalle guardie della Regina, la quale apprende che la figliastra è ancora viva; decide così di eliminarla personalmente: assunte le sembianze di una vecchia mendicante, prepara una mela stregata che farà cadere Biancaneve in un sonno mortale. La Regina si reca alla casa dei sette ometti e, sorpresa Biancaneve da sola, mostrandole il medaglione sottratto a Jonathan le fa credere che il ragazzo sia in pericolo: quando la ragazza si accinge a correre da lui, lei le offre la mela avvelenata col pretesto di rimetterla in forze. Biancaneve la morde e cade nel sonno mortale: prima che perda i sensi, la Regina le rivela di aver ucciso suo padre.
Al loro ritorno, i sette ometti trovano Biancaneve apparentemente morta, e la vegliano addolorati. Con l'aiuto del cacciatore, intanto, Jonathan si libera dalla prigione e corre da Biancaneve: trovatala priva di vita, come ringraziamento per avergli fatto riacquistare la speranza le dà un bacio. In questo modo la fanciulla si sveglia, ma dopo aver saputo della morte di suo padre ha perso qualunque speranza di ribellarsi alla Regina; a farle cambiare idea è Cucciolo, uno dei sette ometti, il quale, vincendo la sua paura di parlare, la spinge a combattere.
Accompagnata dai sette ometti e dai compari di Jonathan, Biancaneve si reca ad affrontare la Regina: questa tenta di farla passare per una ribelle e di giustiziarla, ma scopre che la sua gentilezza e la sua saggezza le hanno guadagnato l'affetto del popolo. La Regina rientra nel castello e consulta lo Specchio, ma esso le risponde che Biancaneve sarà sempre più bella di lei perché è generosa e giusta. Furibonda, la Regina distrugge lo Specchio, ma finisce per essere risucchiata al suo interno.
Nel regno iniziano le celebrazioni per la vittoria. Biancaneve viene incoronata come nuova regina e governa con saggezza il reame, apprestandosi alle nozze con Jonathan.

## Personaggi
- Rachel Zegler interpreta Biancaneve,[1] una giovane, onesta, impavida, vera, fiera e bellissima principessa considerata dallo specchio magico "la più bella del reame". È l'erede al trono e la vendicatrice dei suoi genitori biologici, il Re Buono e la Regina Buona.
  - Emilia Faucher interpreta Biancaneve bambina.[2]
- Gal Gadot interpreta la Regina Cattiva,[3] la terribile Regina-strega, matrigna di Biancaneve, è vanitosa, cinica, e narcisista, è ossessionata dal diventare la più bella del reame. È stata la seconda moglie del Re Buono, ma per trovare la sua figliastra, si servirà dell'aiuto dei suoi scagnozzi, i soldati al servizio del loro capitano.
- Andrew Burnap interpreta Jonathan,[4] un nuovo personaggio creato per il film come interesse amoroso di Biancaneve (in parte basato sul Principe del film originale) e un ribelle che vuole sfidare la monarchia della Regina Cattiva.
- Ansu Kabia interpreta il Cacciatore,[5] servo della Regina Cattiva incaricato di uccidere Biancaneve, che lo supplica di risparmiarle la vita. Nel corso del film si allea con la principessa, Jonathan, i civili, i ladri, i sette minatori, gli abitanti umani e gli animali della foresta nella battaglia finale per la riconquista del regno e la sconfitta della Regina Cattiva.
- Jeremy Swift voce, Jonathan Bourne modello del motion capture di Dotto (Doc),[6] il leader intelligente con gli occhiali dei sette minatori.
- Martin Klebba voce, Omari Bernard modello del motion capture di Brontolo (Grumpy),[7] membro scontroso dei sette minatori.
- George Salazar voce, David Birch modello del motion capture di Gongolo (Happy),[6] membro allegro dei sette minatori.
- Andy Grotelueschen voce, Sandy Foster modello del motion capture di Pisolo (Sleepy),[6] membro sempre stanco dei sette minatori.
- Tituss Burgess voce, Leah Haile modello del motion capture di Mammolo (Bashful),[6] membro timido dei sette minatori.
- Jason Kravits voce, Dominic Owen modello del motion capture di Eolo (Sneezy),[6] membro dei sette minatori che starnutisce molto anche se è raffreddato.
- Andrew Barth Feldman voce, Jaih Betote modello del motion capture di Cucciolo (Dopey),[6] goffo e infantile membro dei sette minatori che, all'inizio non parla, ma alla fine riesce ad ottenere la sua parlantina. È il narratore e la voce fuori campo del film.
- Patrick Page voce, e modello del motion capture dello Specchio Magico,[8] interrogato regolarmente dalla Regina Grimilde su chi sia la più bella del reame.
- Dujonna Gift interpreta Maple.[9]
- Colin Michael Carmichael interpreta Farno.[10]
- George Appleby interpreta Quigg.
- Samuel Baxter interpreta Scythe.
- Jimmy Johnston interpreta Finch.
- Idriss Kargbo interpreta Bingley.
- Jaih Betote interpreta Norwich.
- Felipe Bejarano interpreta la Guardia Paul.

### Cameo
- Hadley Fraser interpreta il Re Buono, padre di Biancaneve. È stato il marito dapprima della Regina Buona e poi della Regina Cattiva che, prima di partire per la guerra, consegnò il medaglione a forma di cuore d'oro con quattro aggettivi positivi alla giovane Biancaneve.
- Lorena Andrea interpreta la Regina Buona, madre di Biancaneve. È stata la prima moglie del Re Buono e, dopo la sua morte, il suo testamento viene lasciato al marito che si risposa e prende come seconda consorte la crudele Regina Cattiva.

## Produzione

### Sviluppo
Il 30 maggio 2019 fu riportato che Marc Webb era in trattative per la regia del film.
Nel marzo 2021 la Disney finanziò uno spin-off revisionista con protagonista la sorella perduta di Biancaneve, per poi essere cancellato a maggio 2021. Il 31 ottobre seguente fu invece annunciato da The Hollywood Reporter che la The Walt Disney Company avrebbe sviluppato un remake live-action del Classico Biancaneve e i sette nani, con Erin Cressida Wilson alla sceneggiatura. A novembre 2021 fu riportata la presenza di Greta Gerwig come co-sceneggiatrice.

### Riprese
Previste inizialmente per marzo 2020 a Vancouver, Columbia Britannica e Los Angeles, le riprese del film furono posticipate per via della pandemia di COVID-19. Solo ad agosto 2021 fu riportato che le riprese si sarebbero svolte da marzo a luglio 2022 nel Regno Unito. La fotografia principale iniziò il 7 marzo 2022. Tuttavia, il 15 marzo un incendio presso i Pinewood Studios danneggiò il set in preparazione. Le riprese furono poi posticipate ancora per permettere a Zegler di viaggiare a Los Angeles per la cerimonia dei Premi Oscar 2022 il 27 marzo, a supporto di West Side Story. Durante l'assenza di Zegler, iniziarono le riprese per le scene di Gal Gadot. Il 22 aprile quest'ultima ha confermato di aver terminato le sue scene. Il 13 luglio, Zegler confermò che le riprese del film erano terminate, anche se poi riprese addizionali furono girate a giugno 2024.

## Colonna sonora
Gli autori delle canzoni Pasek & Paul, che in precedenza avevano scritto i testi di due nuove canzoni per il remake live-action di Aladdin del 2019 della Disney, hanno scritto nuove canzoni per il film insieme a Jack Feldman come paroliere aggiuntivo, tra cui una nuova I Want Song per Biancaneve, intitolata Waiting On A Wish. Scrissero anche una nuova "canzone da cattiva" per la Regina Cattiva, intitolata All Is Fair, e un nuovo numero d'apertura d'insieme intitolato Good Things Grow.
Il film presenta quattro delle canzoni del film originale di Frank Churchill e Larry Morey: Heigh-Ho, Whistle While You Work, The Silly Song e Someday My Prince Will Come, il cui finale si sente solo strumentalmente nella colonna sonora a causa dei cambiamenti di trama. Nel gennaio 2025 venne rivelato che Jeff Morrow aveva composto la colonna sonora del film. Dave Metzger, un collaboratore frequente della musica per i film realizzati dai Walt Disney Animation Studios, ha svolto il ruolo di orchestratore per le canzoni.
Il 4 marzo 2025 è stato annunciato che l'album della colonna sonora sarebbe stato pubblicato il 14 marzo dalla Walt Disney Records, con Waiting On A Wish rilasciato al pubblico lo stesso giorno come singolo principale.

### Tracce
1. Hadley Fraser, Krystina Alabado, Dean Boodaghians-Nolan, Jonathan Bourne, Felipe Bejarano, Emilia Faucher, Ensemble – Good Things Grow – 3:42 (Benj Pasek, Justin Paul, Jack Feldman)
2. Vivienne Rowe, Rachel Zegler – Good Things Grow (Villagers’ Reprise) – 0:45 (Benj Pasek, Justin Paul, Jack Feldman)
3. Rachel Zegler – Waiting On A Wish – 4:52 (Benj Pasek, Justin Paul, Jack Feldman)
4. Jeremy Swift, George Salazar, Jason Kravits, Tituss Burgess, Martin Klebba, Andy Grotelueschen – Heigh-Ho – 3:45 (Frank Churchill, Larry Morey)
5. Gal Gadot, Ensemble – All Is Fair – 3:32 (Benj Pasek, Justin Paul, Jack Feldman)
6. Rachel Zegler, Jason Kravits, George Salazar, Morrow, Andy Grotelueschen, Tituss Burgess, Martin Klebba, Jeremy Swift – Whistle While You Work – 3:02 (Frank Churchill, Larry Morey)
7. Andrew Burnap, Rachel Zegler – Princess Problems – 2:18 (Benj Pasek, Justin Paul)
8. Jason Kravits, Fletcher Sheridan, Jeremy Swift, Andy Grotelueschen, Dujonna Gift, Jimmy Johnston, George Salazar, Ensemble – The Silly Song – 1:08 (Frank Churchill, Larry Morey)
9. Rachel Zegler, Andrew Burnap – A Hand Meets a Hand – 4:08 (Benj Pasek, Justin Paul, Lizzy McAlpine)
10. Gal Gadot – All Is Fair (Reprise) – 1:48 (Benj Pasek, Justin Paul, Jack Feldman)
11. Rachel Zegler – Waiting On A Wish (Reprise) – 1:20 (Benj Pasek, Justin Paul, Jack Feldman)
12. Rachel Zegler, Ensemble – Snow White Returns – 1:22 (Benj Pasek, Justin Paul)
13. Rachel Zegler, Andrew Burnap, Ensemble – Good Things Grow (Finale) – 1:13 (Benj Pasek, Justin Paul, Jack Feldman)

## Promozione
Il primo teaser trailer è stato diffuso il 10 agosto 2024. Un secondo trailer è stato distribuito il 3 dicembre 2024. Il trailer ufficiale del film è stato diffuso il 30 gennaio 2025.

## Distribuzione
Durante il D23 era stato annunciato che il film sarebbe stato distribuito il 5 marzo 2024, per poi essere rimandato di un anno. L'anteprima del film è avvenuta all'Alcázar di Segovia il 12 marzo 2025. La pellicola è stata distribuita nelle sale statunitensi il 21 marzo 2025, mentre in quelle italiane il giorno precedente.

## Altri media
La Giunti Editore ha pubblicato una versione alternativa della storia, intitolata Il male nel cuore, che racconta di un'avventura vissuta da Biancaneve mentre è intrappolata nel Sonno Mortale.

## Accoglienza

### Incassi
A fronte di un budget di 270 milioni di dollari, a cui se ne sono poi aggiunti 80 per i costi di riprese aggiuntive, post-produzione e promozione, il film ha incassato 87203963 $ in Nord America e 118475500 $ nel resto del mondo, per un totale di 205679463 $. In Italia ha incassato 7192811 €.
Negli Stati Uniti e in Canada, Biancaneve è uscito insieme a The Alto Knights - I due volti del crimine e secondo le previsioni avrebbe dovuto incassare tra i 48 e i 58 milioni di dollari nel weekend di apertura, laddove Inizialmente si stimava che avrebbe incassato tra i 63 e i 70 milioni di dollari, e gli analisti avevano paragonato questa previsione all'apertura di 69,4 milioni di dollari di Maleficent del 2014, ritenendo che il film avrebbe avuto un buon incasso complessivo per la mancanza di concorrenza nel weekend di apertura, ma a fine febbraio le proiezioni sono state abbassate.
Il film è stato un flop commerciale, nonché uno dei più grandi flop di sempre per Disney, con una perdita stimata di 115 milioni di dollari, dopo aver incluso tutti i ricavi globali di home entertainment, TV e Disney+.

### Critica
Il film ha ricevuto recensioni miste da parte della critica, tendenzialmente negative. Sull'aggregatore di recensioni Rotten Tomatoes ha un indice di gradimento del 38% basato su 271 recensioni, con un voto medio di 5,1 su 10. Su Metacritic ottiene un punteggio di 50 su 100 basato su 51 recensioni.
Katcy Stephan di Variety ha elogiato l'interpretazione di Zegler nel ruolo di Biancaneve, definendola una "supernova splendente" e definendo il suo personaggio come dotato di "una ritrovata profondità attraverso il suo fervente desiderio di diventare la leader che suo padre credeva potesse essere".
Critico invece David Fear su Rolling Stone, secondo cui, "per non offendere nessuno, alla fine ‘Biancaneve’ scontenta tutti", definendo il film insipido e criticando gli effetti CGI.
Peter Bradshaw del Guardian lo ha definito “estenuantemente orribile”, con “stucchevoli aggiunte pseudo-progressive”, e ha criticato le attrici Zegler e Gadot per aver espresso “le interpretazioni più scialbe della loro vita”. Sulla stessa lunghezza d'onda Johnny Oleksinski del New York Post, il quale ha scritto: “Il classico senza tempo, un traguardo rivoluzionario per l'animazione, è stato trasformato in un altro inutile e goffo automa in live-action che sparisce dalla mente non appena è finito”.

## Casi mediatici

### Sette nani
Nel gennaio 2022 l'attore Peter Dinklage, intervenendo nel podcast WTF di Marc Maron, criticò il ritratto della Disney dei sette nani nel film. La Disney rispose che stava lavorando a non rafforzare gli stereotipi percepiti nel film d'animazione originale, e che per la realizzazione della pellicola si sarebbe consultata con membri della comunità di persone con nanismo. A seguito delle critiche di Dinklage sulla "rappresentazione stereotipata dei nani", la Disney ha annunciato che il film adattamento live action del Classico Disney Biancaneve e i sette nani avrebbe sostituito i personaggi titolari con "creature magiche" e che il cast di attori nani sarebbe stato scartato in favore di un cast vocale per i suddetti personaggi.
Apparentemente, secondo la seguente reazione negativa generale, Dinklage non avrebbe compreso la differenza tra gli umani della vita reale che soffrono di nanismo e i nani come creature mitiche e fantastiche del fantasy, del folklore e della mitologia europei. Dinklage è andato persino oltre, affermando che i nani di Biancaneve vivono in una "caverna" invece che in un cottage nella foresta. Questa mossa è stata fortemente criticata da persone e fan che hanno accusato Dinklage (e successivamente la Disney) di ipocrisia e virtue signalling (o farisaismo) "woke" e di ignorare il materiale originale, e criticando le sue parole e la conseguente risposta istantanea della Disney per essere fortemente dannose per la "comunità delle persone piccole", compresi i potenziali attori per i ruoli dei nani che lo hanno biasimato e denunciato di avergli fatto perdere prospettive di lavoro.
Qualche mese dopo, sempre nel 2022, l'attore Martin Klebba dichiarò che avrebbe fatto parte del cast del film, e avrebbe doppiato Brontolo. Né nel film, né in alcun tipo di materiale promozionale i sette personaggi sono indicati come "nani".

### Esternazioni di Zegler
Durante la produzione del film, ancora prima che uscisse il trailer su YouTube, l’attrice protagonista Rachel Zegler si attirò molte antipatie, suscitando molte polemiche per dei discorsi che fece. Nel dicembre 2022, in un'intervista durante un evento ufficiale Disney, Zegler parlò della necessità di svecchiare alcuni aspetti datati del film del 1937, affermando tra l'altro che nell'originale il principe fa "stalking" a Biancaneve, ribadendolo anche in seguito. In risposta all'attrice, David Hand, figlio dell'omonimo regista del film originale, definì il remake "un insulto", dichiarando che suo padre e Walt Disney si sarebbero rivoltati nella tomba.